# Diogo Tomas
Diogo Tomas (Oulu, Finlandia, 31 de julio de 1997) es un futbolista finlandés. Su posición es la de defensa y su club es el ADO Den Haag de la Eerste Divisie.

## Estadísticas

### Clubes
Actualizado al último partido jugado el 20 de septiembre de 2024.
| Club | Div.          | Temporada     | Liga  | Liga  | Copas nacionales(1) | Copas nacionales(1) | Copas internacionales(2) | Copas internacionales(2) | Total | Total | Media goleadora(3) |
| Club | Div.          | Temporada     | Part. | Goles | Part.               | Goles               | Part.                    | Goles                    | Part. | Goles | Media goleadora(3) |
| --- | ------------- | ------------- | ----- | ----- | ------------------- | ------------------- | ------------------------ | ------------------------ | ----- | ----- | ------------------ |
| FC Ilves Tampere · Finlandia | 1.ª           | 2015          | 1     | 0     | -                   | -                   | -                        | -                        | 1     | 0     | 0                  |
| Mikkelin Palloilijat · Finlandia | 3.ª           | 2016          | 5     | 0     | -                   | -                   | -                        | -                        | 5     | 0     | 0                  |
| Mikkelin Palloilijat · Finlandia | Total         | Total         | 5     | 0     | 0                   | 0                   | 0                        | 0                        | 5     | 0     | 0                  |
| FC Ilves Tampere · Finlandia | 1.ª           | 2016          | 3     | 0     | 3                   | 0                   | -                        | -                        | 6     | 0     | 0                  |
| FC Haka · Finlandia | 2.ª           | 2017          | 20    | 1     | -                   | -                   | -                        | -                        | 20    | 1     | 0.05               |
| FC Haka · Finlandia | Total         | Total         | 20    | 1     | 0                   | 0                   | 0                        | 0                        | 20    | 1     | 0.05               |
| FC Ilves Tampere · Finlandia | 1.ª           | 2018          | 27    | 1     | 4                   | 0                   | 1                        | 0                        | 32    | 1     | 0.03               |
| FC Ilves Tampere · Finlandia | 1.ª           | 2019          | 17    | 1     | 5                   | 2                   | -                        | -                        | 22    | 3     | 0.14               |
| FC Ilves Tampere · Finlandia | 1.ª           | 2020          | 20    | 3     | 7                   | 0                   | 1                        | 0                        | 28    | 3     | 0.11               |
| FC Ilves Tampere · Finlandia | Total         | Total         | 68    | 5     | 19                  | 2                   | 2                        | 0                        | 89    | 7     | 0.08               |
| KuPS Kuopio · Finlandia | 1.ª           | 2021          | 23    | 5     | 6                   | 2                   | 5                        | 1                        | 34    | 8     | 0.33               |
| KuPS Kuopio · Finlandia | 1.ª           | 2022          | 26    | 1     | 6                   | 0                   | 5                        | 0                        | 37    | 1     | 0.02               |
| KuPS Kuopio · Finlandia | Total         | Total         | 49    | 6     | 12                  | 2                   | 10                       | 1                        | 71    | 9     | 0.12               |
| Odds Ballklubb · Noruega | 1.ª           | 2023          | 24    | 1     | 4                   | 1                   | -                        | -                        | 28    | 2     | 0.07               |
| Odds Ballklubb · Noruega | Total         | Total         | 24    | 1     | 4                   | 1                   | 0                        | 0                        | 28    | 2     | 0.07               |
| HJK Helsinki · Finlandia | 1.ª           | 2024          | 17    | 2     | 2                   | 0                   | 5                        | 1                        | 24    | 3     | 0.13               |
| HJK Helsinki · Finlandia | Total         | Total         | 17    | 2     | 2                   | 0                   | 5                        | 1                        | 24    | 3     | 0.13               |
| ADO Den Haag · Países Bajos | 2.ª           | 2024-25       | 3     | 0     | 0                   | 0                   | -                        | -                        | 3     | 0     | 0                  |
| ADO Den Haag · Países Bajos | Total         | Total         | 3     | 0     | 0                   | 0                   | 0                        | 0                        | 3     | 0     | 0                  |
| Total carrera | Total carrera | Total carrera | 186   | 15    | 37                  | 5                   | 17                       | 2                        | 240   | 22    | 0.09               |
| (1) Incluye datos de Copa de la Liga de Finlandia, Copa de Finlandia y Copa de Noruega. (2) Incluye datos de Liga de Campeones de la UEFA, Liga Europa de la UEFA y Liga Conferencia de la UEFA. (3) No incluye goles en partidos amistosos. |               |               |       |       |                     |                     |                          |                          |       |       |                    |

## Palmarés

### Campeonatos nacionales
| Título            | Club             | País      | Año  |
| ----------------- | ---------------- | --------- | ---- |
| Copa de Finlandia | FC Ilves Tampere | Finlandia | 2019 |
| Copa de Finlandia | KuPS Kuopio      | Finlandia | 2021 |
| Copa de Finlandia | KuPS Kuopio      | Finlandia | 2022 |